# Dr Solomon
Dr Solomon var ett antivirusprogram från ett företag med samma namn. Företaget var ett av de första att marknadsföra antivirusprogram när de på hösten 1988 presenterade Dr. Solomon's Anti-Virus Toolkit, utvecklat av Alan Solomon.
Företaget Dr Solomon är numera uppköpt av Network Associates.